# Manyu hikencho - Il prosperoso clan Manyu
Manyu hikencho - Il prosperoso clan Manyu (魔乳秘剣帖?, Manyū hiken-chō) è un manga di genere ecchi scritto e disegnato da Hideki Yamada. Una serie televisiva animata, adattamento del manga, è stata trasmessa su TV Kanagawa dal 12 luglio al 27 settembre 2011.
In Italia, il manga è stato pubblicato completamente da J-Pop nel corso del 2013 mentre l'anime è inedito.

## Trama
In un regno governato dallo shogunato Tokugawa, seni grandi significano tutto. Coloro che hanno seni enormi sono la ricchezza. Le donne che ne sono prive non sono considerate "umane". Scritto su una pergamena segreta posseduta dal Clan Manyu, si dice che ci siano varie tecniche su come far crescere i seni grandi e belli. Chifusa è il successore del clan. Tuttavia, lei prende la pergamena segreta e scappa, nella speranza di combattere contro il mondo crudele che il Clan Manyu ha creato.

## Personaggi
Chifusa Manyu (魔乳 千房?, Manyū Chifusa)
Doppiata da: Eri Kitamura (drama-CD), Minako Kotobuki (anime)
La protagonista della serie. È l'erede dal carattere da maschiaccio del Clan Manyu ("Seni Magici") e una samurai esperta. È una testa calda e tende ad avere un temperamento piuttosto avventato, ma è anche molto leale e di buon cuore. Tuttavia è incline a distrarsi quando lotta contro delle donne formose, a seguito del tempo passato con la madre (soprattutto quando le sembra che abbiano circa la stessa misura). Questo spesso la mette in svantaggio contro le assassine inviatele contro. Nonostante dovesse continuare la tradizione dei Manyu abbandona la famiglia a causa dell'odio per l'ingiusto sistema con cui il clan governa (giudicare lo stato delle donne in base alle dimensioni del seno) e ruba la Pergamena dei Segreti, che contiene le tecniche su come ingrandire il seno. È anche l'unica persona in grado di eseguire una tecnica nota come Flusso del Seno (乳流?, Chichi-Nagare), che le permette di controllare la forma del seno e di ingrandire o ridurre il proprio. Però, a causa della sua inesperienza con la tecnica, inizialmente riesce solo ad assorbire i seni delle altre donne. Dopo aver scoperto questa tecnica, Chifusa si pone come obiettivo finale di padroneggiarla in modo che potesse garantire a tutte le donne del Giappone un seno di dimensioni normali. Una parte fondamentale della sua personalità è il suo palese disprezzo dei seni grandi, siccome la gente (in particolare gli uomini) può venir manipolata facilmente con essi (come le cameriere dal grande seno in una locanda vista nel 3º episodio).
Kaede (楓?)
Doppiata da: Ryō Hirohashi (drama-CD), Aki Toyosaki (anime)
Assistente di Chifusa e sua migliore amica fin dall'infanzia. È fedele a Chifusa al punto da abbandonare anche lei il clan Manyu per scappare con la sua amica. Nonostante sia tecnicamente una subalterna di Chifusa, a volte tende a darle degli ordini, in particolare quando si tratta di gestire il denaro (benché anche lei a volte lo sperperi). È implicito più volte, sia nel manga che nell'anime, che Kaede sia segretamente innamorata della sua amica, il che viene comprovato dalla gelosia che sembra mostrare quando Chifusa viene circondata dagli uomini o dai suoi costanti tentativi di giocare con il suo abbondante seno. È a causa di questi comportamenti che la maggior parte delle persone che vedono Chifusa e Kaede per la prima volta pensa subito che siano lesbiche.
Ouka Sayama (狭山 桜花?, Sayama Ōka)
Doppiata da: Mamiko Noto
Assassina dei Manyu e guardia del corpo di Muneyuki, viene inviata dal clan all'inseguimento di Chifusa dopo il fallimento di Kagefusa. Ha un carattere freddo e spietato, e non mostra mai alcuna pietà verso i nemici. Ouka è una spadaccina formidabile, e la sua esperienza e abilità forse superano quella di Chifusa. Un esempio è quando si infiltra come seconda guardia del corpo di una ricca signora. Come dimostrazione per essere accettata lacera il décolleté della protagonista con rapidità spaventosa. In seguito quest'ultima pensa che, anche se in quel momento l'aveva presa di sorpresa, non avrebbe comunque potuto reagire in alcun modo. È stata la prima persona su cui Chifusa utilizzò la tecnica del Flusso del Seno (benché questa non se ne ricordasse), rubando accidentalmente alla prima il seno durante un loro duello, quando entrambe erano più piccole. Per questo fatto Ouka cominciò a covare un profondo rancore nei suoi confronti. Infatti dopo aver perso i suoi seni dovette sopportare la dura vita di cittadina comune, venendo umiliata spesso dalle altre samurai per questo motivo, fino a quando Muneyuki non la prese al suo servizio, nonostante la sua mancanza di posizione sociale. È implicito che per questa gentilezza Ouka si sia innamorata di Muneyuki. Normalmente è vestita in maniera spartana, con anche le armi necessarie al suo lavoro di assassina. Davanti a Muneyuki, al contrario, sembra una persona completamente diversa, abbigliata con un kimono, e il suo atteggiamento è più dolce e meno teso (essendo chiaramente innamorata dello stesso). Nell'ultimo episodio della serie, durante un loro combattimento, riottiene da Chifusa il seno perduto.
Kagefusa Manyu (魔乳 影房?, Manyū Kagefusa)
Doppiata da: Yumi Tōma (drama-CD), Kaoru Mizuhara (anime)
È la sadica sorellastra maggiore di Chifusa. A differenza di Chifusa è perfettamente a suo agio con la forma di governo della sua famiglia e fa di tutto per preservarla. Odia la sorella perché, anche se Chifusa ha una misura più piccola di lei, era stata scelta come successore dei Manyu al posto suo. All'inizio dell'anime e del manga, Chifusa ruba i seni a Kagefusa quando involontariamente usa per la prima volta la tecnica del Flusso del Seno. Dopo questo incidente Kagefusa è costretta a portare delle protesi, giurando vendetta personale contro la sorella. Tuttavia alla fine abbandona questo rancore dopo che Chifusa promette di restituirle il seno non appena avesse padroneggiato la tecnica. Dopo aver perdonato Chifusa, l'atteggiamento di Kagefusa verso la vita e i Manyu cambia completamente, trasformandola in una persona tollerante e più rilassata (anche se ancora sadica).
Muneyuki Manyu (魔乳 胸幸?, Manyū Muneyuki)
Doppiato da: Kenji Hamada
Fratello di Chifusa, la quale inizialmente lo ammirava molto. Nel clan è il capo ispettore della grandezza dei seni per via della sua naturale capacità di analizzarli. Tuttavia proprio a causa di questo lavoro disprezza i seni grandi, in quanto dopo anni di analisi il solo fissarli gli provoca la nausea. Dopo la defezione di Chifusa viene fuori il suo lato più oscuro, rivelando che è spietato quanto il padre ed è disposto a ricorrere a terribili sentenze per preservare la regola dei Manyu. È implicito che sia innamorato o che provi tali sentimenti verso Ouka.
Kokage (小影?)
Doppiato da: Misato Fukuen
Assistente di Kagefusa e suo migliore amico. Con un rapporto molto simile a quello tra Kaede e Chifusa, Kokage è leale a Kagefusa, anche se costei è molto più severa verso di lui rispetto a Chifusa con Kaede. Kokage è molto inesperto nel combattimento e di solito per Kagefusa copre il ruolo di spia ed esploratore, alla ricerca di informazioni utili per rintracciare la posizione di Chifusa e Kaede.
Munenori Manyu (魔乳 胸則?, Manyū Munenori)
Doppiato da: Hidekatsu Shibata (drama-CD), Atsushi Ono (anime)
Capo del clan Manyu, governatore del Giappone e padre di Chifusa, è l'antagonista principale della serie. Egli preserva a qualunque costo il sistema di governo dei Manyu, in cui una donna viene giudicata in base alle dimensioni dei suoi seni, attraverso il regime totalitario del governo. Ha più volte dimostrato di essere molto freddo e vendicativo, come con l'emissione di un mandato di cattura verso la propria figlia per via della sua defezione e non bada a spese per poterla fermare.
Kyoka Manyu (魔乳 胸華?, Manyū Kyōka)
Doppiato da: Ayahi Takagaki
Sorella maggiore di Chifusa. È il membro più calmo della sua famiglia e, nonostante la sua misericordia e il suo buon carattere, dopo la defezione di Chifusa si augura che venga catturata come gli altri membri della famiglia, ed esprime dei brutti giudizi su Kagefusa dopo che questa dichiara di aver perso nella sua caccia alla protagonista.
Hatomune Mie (三重 鳩宗?, Mie Hatomune)
Doppiato da: Chō (drama-CD), Tōru Ōkawa (anime)
Signore feudale della provincia giapponese di Mie che Chifusa e Kaede attraversano durante la maggior parte della serie. Viene introdotto quando giudica un "Festival dei Seni Danzanti", in cui Chifusa partecipa per aiutare un oste che permette loro di rimanere nel suo albergo gratuitamente. Dopo averle visto i seni nudi scoperti accidentalmente durante la gara, Mie ne diventa ossessionato e comincia a cercarla per toccarglieli. Ad un certo punto fugge dal suo palazzo in una piccola città e si traveste da vagabondo (non sembra la prima volta che si traveste, dato che pare piuttosto noto), sotto l'identità di "Chichida Munenoshin", per poi correre di nuovo dietro a Chifusa e Kaede. Aiuta Kaede nel salvataggio di Chifusa dal palazzo di un signore rivale, e come ricompensa gli permette di toccarglieli, onore che rifiuta per rispetto verso Chifusa. Alla fine torna al suo palazzo e riprende le sue funzioni di feudatario (dove però presto si pente di non aver approfittato dell'occasione). Fa un breve cameo nel 12º e ultimo episodio della serie, dove, sul tetto del palazzo, urla "Tette!".
Benché in principio sembri solo un classico maniaco, dimostra di avere una notevole capacità di combattimento: non appena vede un taglio su uno dei seni di Chifusa, rapita per ordine del magistrato locale (che aveva stretto un accordo con un inviato dei Manyu) scatena tutta la sua furia sulle guardie, alla ricerca dell'autore del "misfatto".
Ame Shuji (魔乳 胸華?, Shūji Ame)
Un'assassina del clan Manyu inviata per assassinare Chifusa e recuperare la pergamena in suo possesso. Appare solo nel 2º capitolo del manga. Durante il viaggio di Chifusa tenta di rubare il rotolo, ma viene catturata dalla stessa, risultando in un duello tra le due in cui Chifusa inizialmente è in vantaggio, finché Ame non la distrae spruzzandole in faccia un liquido accecante dai suoi capezzoli per poi fuggire.

## Media

### Manga
Il manga, scritto e disegnato da Hideki Yamada, è stato serializzato dal 24 settembre 2005 al 25 gennaio 2012 sulla rivista Tech Gian edita da Enterbrain. I vari capitoli sono stati poi raccolti in sette volumi tankōbon pubblicati dal 24 marzo 2007 al 25 gennaio 2012.
In Italia la serie è stata annunciata nel giugno 2012 ad opera di Edizioni BD che l'ha poi pubblicata sotto l'etichetta J-Pop dal 31 gennaio al 31 agosto 2013.
| Nº | Data di prima pubblicazione | Data di prima pubblicazione | Data di prima pubblicazione | Data di prima pubblicazione |
| Nº | Giapponese                  | Giapponese                  | Italiano                    | Italiano                    |
| -- | --------------------------- | --------------------------- | --------------------------- | --------------------------- |
| 1  | 24 marzo 2007               | ISBN 978-4-7577-3487-6      | 31 gennaio 2013             | ISBN 978-88-6634-352-3      |
| 2  | 25 febbraio 2008            | ISBN 978-4-7577-4005-1      | 28 febbraio 2013            | ISBN 978-88-6634-353-0      |
| 3  | 25 ottobre 2008             | ISBN 978-4-7577-4496-7      | 30 marzo 2013               | ISBN 978-88-6634-354-7      |
| 4  | 24 ottobre 2009             | ISBN 978-4-04-726098-6      | 27 aprile 2013              | ISBN 978-88-6634-355-4      |
| 5  | 24 maggio 2010              | ISBN 978-4-04-726565-3      | 25 maggio 2013              | ISBN 978-88-6634-356-1      |
| 6  | 25 giugno 2011              | ISBN 978-4-04-727379-5      | 6 luglio 2013               | ISBN 978-88-6634-357-8      |
| 7  | 25 gennaio 2012             | ISBN 978-4-04-727832-5      | 31 agosto 2013              | ISBN 978-88-6634-358-5      |

### Drama-CD
Un drama-CD prodotto da Chara-Ani è stato pubblicato il 16 ottobre 2010. Quest'ultimo presenta un cast di doppiatori diverso rispetto a quello impiegato nell'anime.

### Programma radiofonico
Un programma radiofonico su Internet intitolato Manyū hiken-chō: Oedo Radio (魔乳秘剣帖 大江戸らじを?, Manyū hikenchō: Ōedo Rajio) è andato in onda su Onsen dal 4 luglio al 24 ottobre 2011. Il programma è stato condotto da Tōru Ōkawa e Mamiko Noto, rispettivamente le voci di Hatomoto Mie e Ouka Sayama.

### Anime

Chifusa in una scena dell'anime

Il numero di maggio 2011 della rivista Tech Gian ha annunciato che era in lavorazione un adattamento anime del manga. Prodotto da Hoods Entertainment, la serie animata è stata diretta da Hiraku Kaneko, con la sceneggiatura di Seishi Minakami, la colonna sonora di Miyu Nakamura, il character design di Jun Takagi e la produzione affidata a Akira Matsui, Hiroaki Ooki e Yoshiyuki Ito. L'anime è andato in onda il 12 luglio 2011 su TV Kanagawa, seguito da successive trasmissioni su Tokyo MX, Chiba TV, KBS Kyoto, Sun Television e AT-X. La serie si è poi conclusa il 27 settembre 2011. Le trasmissioni avvenute su AT-X erano parzialmente senza censura, mentre sono rimaste pesantemente censurate sugli altri canali. Una versione "Director's Cut" integrale dell'anime è diventata disponibile tramite webcast sul portale video di ShowTime il 22 luglio 2011. Le versioni DVD e Blu-ray sono state distribuite a partire dal 4 ottobre 2011, insieme ad un OAV intitolato Binyū tanren- hō • nyū-togi e un picture drama chiamato Kaede no 'Chifusa-sama oppai seichō kiroku'. La sigla di apertura della serie è Unmei (運命? lett. "Destino") mentre quella di chiusura è Futatsu no ashiato (二つの足跡? lett. "Due impronte"), entrambe cantate da AiRI.

#### Episodi
| Nº    | Titolo italiano (traduzione letterale) Giapponese 「Kanji」 - Rōmaji | In onda           | In onda |
| Nº    | Titolo italiano (traduzione letterale) Giapponese 「Kanji」 - Rōmaji | Giapponese        |         |
| 1     | La diserzione di Chifusa 「千房 離反す」 - Chifusa rihan su | 12 luglio 2011    |         |
| 1     | In un mondo in cui avere un seno grande significa tutto, l'erede della potente famiglia Manyu, Chifusa Manyu, diserta e ruba la Pergamena dei Segreti (che contiene tutte le tecniche secrete dei Manyu per l'ingrandimento del seno), ma viene ferita durante la fuga. Viene trovata da una donna che è stata recentemente attaccata da Kagefusa, un'assassina del clan Manyu e sorella di Chifusa, che le ha ridotto il seno rendendola di fatto povera. La donna diventa gelosa di Chifusa e tenta di tagliarle i seni in un impeto di rabbia, ma Chifusa riesce a calmarla. Mentre Chifusa sta per andarsene, viene affrontata da Kagefusa, che ha catturato anche la compagna di Chifusa, Kaede, e le ha tagliato i seni. Mentre Chifusa si oppone a Kagefusa, usa una tecnica speciale che le ruba i seni e li aggiunge ai suoi. Mentre Kagefusa è costretta ritirarsi, Kaede decide di unirsi a Chifusa nel suo viaggio. |                   |         |
| 2     | Assassina! I seni illusori 「刺客! 乳夢道」 - Shikaku! Chichi mudō | 19 luglio 2011    |         |
| 2     | A corto di soldi, Chifusa e Kaede ne guadagnano un po' come artiste di strada, dopodiché si recano in una locanda gestita da una padrona di casa benestante. Tuttavia, la padrona di casa si rivela essere un'assassina del clan Manyu che droga Chifusa e Kaede e poi le ipnotizza con i suoi seni, con l'intenzione di trasformarle in sue schiave d'amore lesbiche. Prima che possa finire di prendere il controllo delle loro menti, Kaede si avventa sui seni della padrona di casa, liberando Chifusa dall'effetto del controllo mentale e dandole la possibilità di assorbire i seni della padrona di casa. Mentre proseguono il viaggio, Chifusa si rende conto della sua capacità di alterare il seno di una donna usando la tecnica del Flusso del Seno e giura di voler scoprire ulteriori dettagli per riportare il seno di Kaede alla normalità. |                   |         |
| 3     | La misteriosa scomparsa dei seni 「怪奇 乳隠し」 - Kaiki chichi-kakushi | 26 luglio 2011    |         |
| 3     | Non avendo mangiato per giorni, Chifusa e Kaede trovano lavoro in un locale come cameriere, ma vengono presto licenziate per via del carattere irascibile di Chifusa nei confronti dei clienti chiassosi. Crollate a causa della fame, vengono salvate da un uomo la cui figlia è stata colpita da una misteriosa scomparsa del seno. L'uomo chiede a Chifusa di prendere il posto della figlia in una gara contro un villaggio vicino per compiacere Hatomune Mie, un proprietario terriero. La squadra avversaria invia un assassino del clan Manyu per attaccare Chifusa, ma lei riesce a batterlo e a vincere la gara il mattino seguente. Sebbene in seguito Hatomune venga a sapere della vera identità di Chifusa, la lascia andare, essendo rimasto ipnotizzato dal suo seno. Dopo la sua partenza, Hatomune si ripromette di ritrovare Chifusa e di toccare il suo seno. |                   |         |
| 4     | Sommozzatrici e seni 「海女とおっぱい」 - Ama to oppai | 2 agosto 2011     |         |
| 4     | Poiché Chifusa e Kaede non riescono a pagare il conto del cibo, sono costrette dalla proprietaria del ristorante, Oiso, a diventare sommozzatrici. Mentre Oiso si lamenta del fatto che il suo seno abbondante le impedisce di immergersi correttamente, la sua assistente, Mizuki, viene attaccata da una grossa piovra che da anni causa problemi al villaggio. Il giorno dopo, mentre tutti danno la caccia alla piovra, Oiso viene catturata mentre salva Kaede dalla piovra, così Chifusa si tuffa in acqua per inseguirla. Con la piovra che usa Oiso come scudo, Chifusa usa la tecnica del Flusso del Seno per attaccare la piovra senza ferire Oiso, assorbendo i suoi seni. Mentre la piovra attacca Chifusa prima che lei possa riemergere per recuperare il fiato, Oiso usa la sua ritrovata libertà per uccidere la piovra, ringraziando Chifusa. |                   |         |
| 5     | Il buono a nulla e seni 「ろくでなしとおっぱい」 - Rokudenashi to oppai | 9 agosto 2011     |         |
| 5     | Chifusa e Kaede salvano una donna di nome Osozu da quattro "mostri" che l'hanno aggredita e hanno cercato di molestare il suo seno. Al villaggio di Osozu, le due eroine incontrano un uomo di nome Yasuke, che ha perso la moglie dal seno prosperoso due anni prima e pratica diversi mestieri per mantenere i suoi quattro figli, e di cui Osuzu è perdutamente innamorata. Per aiutare Osuzu, Chifusa e kaede convincono il nonno di Osozu a organizzare una caccia ai mostri, lasciando che sia Yasuke a prendersi cura di Osuzu; alla fine Osozu riesce ad affascinare Yasuke e i due iniziano a frequentarsi. Durante la caccia, Chifusa e Kaede si imbattono nei mostri e, dopo un breve combattimento, scoprono che si tratta dei quattro figli di Yasuke, che giocavano con i seni delle donne catturare perché sentivano la mancanza del seno della madre defunta. Chifusa fa un patto con loro e gli fa promettere di non aggredire altre donne dopo averli lasciati giocare con i suoi seni per un intero pomeriggio. |                   |         |
| 6     | Kagefusa rivisitata 「影房ふたたび」 - Kagefusa futatabi | 16 agosto 2011    |         |
| 6     | Dopo un incontro con alcune guardie, Chifusa finisce per assorbire diverse paia di seni, che rendono il proprio enorme e pesante, limitando la sua mobilità. Insieme a Kaede si reca in un tempio dove una suora di nome Jifuni teorizza che il motivo per cui Chifusa assorbe i seni è dovuto al suo desiderio egoistico di avere il benessere della madre. Chifusa viene sottoposta a un corso di addestramento per pulire e ricostruire un mucchio di pietre che formano una fontana simile a un capezzolo, al fine di purificare i suoi seni. Tuttavia, poco prima di completare la fontana, arriva Kagefusa, che ruba la pergamena dei Manyu e scopre che la tecnica del Flusso del Seno non può essere appresa, poiché è stata tramandata dalla discendenza di sua madre. Notando il dispiacere di Kagefusa per il suo seno piccolo, Chifusa le offre l'opportunità di tagliare il suo, ma non riesce a farlo per via dell'altruismo della sorella e della bellezza del suo seno. Una volta completata la fontana, Kagefusa restituisce la pergamena e si congeda facendo promettere a Chifusa di restituire i suoi seni dopo aver imparato la tecnica del Flusso del Seno. |                   |         |
| 7     | Il bandito dei seni 「おっぱい小僧」 - Oppai kozō | 23 agosto 2011    |         |
| 7     | Chifusa e Kaede si fermano in un villaggio per farsi fare un massaggio per alleviare il dolore causato dai suoi seni pesanti. La massaggiatrice, una ragazza di nome Momoha, racconta loro del "bandito dei seni", un ladro locale che ruba i seni delle donne ricche e presumibilmente le dona ai poveri. Sospettando che questo bandito possa essere un Manyu che sa padroneggiare la tecnica del Flusso del Seno, Chifusa accetta un lavoro come guardia del corpo per una donna prosperosa che probabilmente sarà il prossimo bersaglio del bandito. La padrona di casa assume anche un'altra ragazza di nome Ouka e subito dopo Chifusa si insospettisce per la sua insolita abilità con la spada. Quella notte, il bandito dei seni colpisce ma viene scacciato e catturato da Chifusa. In seguito si scopre che il bandito è Momoha, che è un membro della famiglia Munamori e che conosce una tecnica simile a quella del Flusso del Seno che Chifusa non può usare. A quel punto arriva Ouka, che si rivela un'assassina dei Manyu e attacca Chifusa, quasi uccidendola, ma fallisce per via dell'intervento di Momoha. Durante la fuga, Momoha viene ferita a morte e, mentre giace morente, dona a Chifusa i suoi seni in modo che possa usarne l'essenza per padroneggiare sia la tecnica Manyu che quella Munamori, prima di dirle addio e augurarle buona fortuna per la sua missione. |                   |         |
| 8     | Chifusa prigioniera 「千房囚わる」 - Chifusa towaru | 30 agosto 2011    |         |
| 8     | Chifusa e Kaede si imbattono in Hatomune Mie, che è fuggito dal suo palazzo e si è travestito da popolano per vivere una vita semplice in un villaggio, dove è diventato un cittadino popolare. Dopo aver fatto un giro per la città con Mie, Chifusa e Kaede riprendono il viaggio, ma vengono presto fermate da uno spadaccino dei Manyu che le attacca e rapisce Chifusa, portandola nel palazzo di un signore locale. Nel palazzo, lo spadaccino dei Manyu prende la pergamena dei Manyu da Chifusa e inizia a usare le diverse tecniche su di lei per testarle prima di restituirla al suo clan. Kaede chiede aiuto a Mie per salvare Chifusa e i due si introducono nel palazzo del signore locale, dove Mie sconfigge decine di soldati e libera finalmente Chifusa dalla prigione in cui era rinchiusa. Mentre Mie elimina il signore locale, Chifusa affronta lo spadaccino dei Manyu e lo uccide. Dopo che tutti e tre si sono messi in salvo, Chifusa ricompensa Mie permettendogli di giocare con i suoi seni, cosa che l'uomo sorprendentemente rifiuta. |                   |         |
| 9     | Germoglio d'amore 「つぼみの恋」 - Tsubomi no koi | 6 settembre 2011  |         |
| 9     | Mentre attraversano una foresta, Kaede e Chifusa salvano un pittore di nome Sakuji Itamune da un trio di guardie Manyu che volevano ucciderlo a causa del contenuto delle sue opere. Quando Sakuji vede Kaede, le chiede subito di fare da modella per il suo prossimo quadro. Quando Chifusa dice a Kaede che non dovrebbe farlo perché rallenterebbe i loro progressi, Kaede fraintende la motivazione di Chifusa e crede che non voglia che lei faccia da modella perché è gelosa, spingendola a lasciare la compagna di viaggio. Quando sta per iniziare a dipingere, Sakuji rivela di essere un pittore di nudi che dipinge solo modelle a torso nudo (motivo per cui le tre guardie lo avevano attaccato), cosa che sconvolge Kaede e la fa scappare, ma appena esce viene attaccata dalle tre guardie in cui si erano imbattuti prima. Sakuji le trova e cerca di difendere Kaede, ma non riesce a sconfiggere le guardie. I due si salvano grazia all'intervento di Chifusa, che sconfigge facilmente le Manyu che li attaccano. In seguito, con l'aiuto di Chifusa, Sakuji realizza un dipinto di Kaede che considera il suo capolavoro. Sakuji propone a Kaede di restare con lui e di diventare la sua modella permanente, ma Kaede sceglie di restare con Chifusa e riprendono il viaggio insieme.                                                                                       |                   |         |
| 10    | La prima fetta di seno 「始まりの乳斬り」 - Hajimari no chichi-giri | 13 settembre 2011 |         |
| 10    | Chifusa e Kaede riposano per la notte in una baracca abbandonata dato che Chifusa ha la febbre. Mentre riposano, Kaede accenna al fatto che Chifusa aveva avuto la stessa febbre otto anni prima (in un incidente che lei non ricorda e che si era concluso con l'assegnazione a Kaede del ruolo di assistente di Chifusa). Chifusa inizia a ricordare cosa è successo quel giorno, mentre nello stesso momento, a casa di Muneyuki, Ouka fa lo stesso. Si scopre che Chifusa aveva accidentalmente usato la tecnica del Flusso del Seno durante un duello con Ouka otto anni prima e le aveva accidentalmente rubato il seno. Dopo essersi riprese, Kaede e Chifusa continuano il loro viaggio, concludendo che Chifusa ha un altro paio di seni da restituire dopo che avrà imparato la tecnica del Flusso del Seno. |                   |         |
| 11    | Villaggio Munemori 「胸杜の里」 - Munemori no sato | 20 settembre 2011 |         |
| 11    | Chifusa e Kaede arrivano al villaggio Munemori, città natale della madre di Chifusa, che ora è in rovina. Lì si riuniscono alla nonna e alla zia di Chifusa, Tsuhuya Munemori, e alla sua bambina, Hazuki. Tsuhuya accetta di insegnare a Chifusa a padroneggiare la tecnica del Flusso del Seno. Nel frattempo, Kagefusa e Kokage portano Ouka al villaggio di Edo, dove trascorrono una giornata di divertimento e una notte di bevute, durante la quale Kagefusa e Ouka discutono dei sentimenti di quest'ultima per Muneyuki, finché non vengono interrotti da un informatore con notizie urgenti. Il giorno dopo, prima dell'inizio dell'allenamento, la nonna di Chifusa racconta alla nipote la storia della morte di sua madre, rivelando che questa si è suicidata perché i Manyu non imparassero a usare la tecnica del Flusso del Seno per i loro scopi. Ciononostante, Chifusa giura di imparare la tecnica per annullare l'ingiusto regima dei Manyu. All'inizio dell'addestramento, Chifusa si rende conto di non poter usarla perché non ha un cuore di madre, necessario per il suo utilizzo. Tuttavia, Tsuhuya dice a Chifusa che c'è qualcosa che può fare per avere un cuore di madre senza essere una madre. Più tardi, Kaede irrompe per avvertire Chifusa che un battaglione di guerrieri Manyu è arrivato al villaggio guidato da Muneyuki e Ouka.                            |                   |         |
| 12    | Flusso del Seno 「乳流れ」 - Chichi-nagare | 27 settembre 2011 |         |
| 12    | Muneyuki e Ouka guidano un battaglione di quattro assassine Manyu per catturare Chifusa e Kaede. Le due, insieme a Tsuhuya, affrontano le assassine e ne sconfiggono una prima di essere messe alle strette. Tuttavia, vengono salvate dall'arrivo di Kagefusa e Kokage, che si uniscono allo scontro. Visto il pericolo, la nonna di Chifusa le dice di portare via Hazuki con sé per proteggere l'ultima discendente della stirpe Munemori; sebbene inizialmente titubanti, Chifusa e Kaede accettano e fuggono con Hazuki. Tuttavia Ouka gli sbarra la strada, in quanto vuole regolare i conti con Chifusa per ottenere uno status tra i Manyu. Inizialmente Ouka ha la meglio, ma Chifusa riesce a sbloccare il Flusso del Seno ricordando come aveva ottenuto un cuore di madre allattando Hazuki, cosa che le aveva permesso di avere un legame materno con uno dei suoi parenti. Chifusa usa il Flusso del Seno contro Ouka e riesce a farle crescere il seno, indebolendola abbastanza da permettere a lei e a Kaede di fuggire con Hazuki. Più tardi, Chifusa e Kaede incontrano Kagefusa, Kokage, Tsuhuya e la nonna di chifusa, che hanno sconfitto le assassine e sono fuggite a loro volta. Dopo aver restituito Hazuki a Tsuhuya e aver rassicurato Kagefusa che le restituirà il seno, Chifusa e Kaede riprendono il loro viaggio.                                                   |                   |         |
| OAV 1 | Il record di crescita del seno di Chifusa-sama di Kaede 1 「楓の乳房の成長記録」 - Kaede no Chifusa-sama chibusa no seichō kiroku 1 | 4 ottobre 2011    |         |
| OAV 1 | Mentre Chifusa dorme in una locanda, Kaede decide di misurarle il seno, ma si lascia trasportare e inizia a giocare con l'amica addormentata. Quando Chifusa si sveglia, si ritrova intrappolata alla mercé dell'amica maniaca, che inizia a giocare selvaggiamente con i suoi seni. |                   |         |
| OAV 2 | Forgiare bei seni 1 「美乳鍛造」 - Binyū tanzō 1 | 4 ottobre 2011    |         |
| OAV 2 | Kaede esegue il chichi-togi (Lucidatura del Seno) sui seni di Chifusa per evitare che si affloscino dopo essere diventati sempre più grandi dopo aver sconfitto le assassine Manyu. Tuttavia, in questa occasione, Kaede prova una nuova forma di chichi-togi che pensa possa ingrandire anche i suoi seni. |                   |         |
| OAV 3 | La ricreazione di Kaede 1 「楓の再生時間」 - Kaede no saisei jikan 1 | 4 ottobre 2011    |         |
| OAV 3 | Kaede e Chifusa provano diverse tecnica della pergamena segreta dei Manyu per cercare di ingrandire il seno di Kaede. Dopo diversi fallimenti, Kaede si imbatte in una tecnica che le piace, che consiste nel succhiare il latte dal seno di una donna dal seno più grande. Chifusa cerca di proteggersi il seno, ma alla fine viene bloccata da Kaede, che inizia a succhiarglielo avidamente per tutto il pomeriggio. |                   |         |
| OAV 4 | Il record di crescita del seno di Chifusa-sama di Kaede 2 「楓の乳房の成長記録」 - Kaede no Chifusa-sama chibusa no seichō kiroku 2 | 4 ottobre 2011    |         |
| OAV 4 | Dopo che il seno di Chifusa si è ingrandito troppo, i vestiti di Chifusa non le entrano più e, per poterne fare di nuovi, Kaede deve fare un modello in gesso del seno dell'amica. |                   |         |
| OAV 5 | Il record di crescita del seno di Chifusa-sama di Kaede 3 「楓の乳房の成長記録」 - Kaede no Chifusa-sama chibusa no seichō kiroku 3 | 4 ottobre 2011    |         |
| OAV 5 | Kaede racconta attraverso il suo diario un'intera giornata di attività durante il viaggio suo e di Chifusa, che include la descrizione di come sono fuggite dalle assassine Manyu tramite una foresta, attraversando a nuoto un lago e infine affrontandoli e combattendoli in una valle al tramonto. Tuttavia, le descrizioni di Kaede tendono a diventare rapidamente dei drammi sul seno di Chifusa piuttosto che sulle sue azioni. |                   |         |
| OAV 6 | Forgiare bei seni 2 「美乳鍛造」 - Binyū tanzō 2 | 4 ottobre 2011    |         |
| OAV 6 | Kagefusa costringe Ouka a eseguire il chichi-togi sui suoi seni e la stuzzica ricorrentemente con il suo seno. Quando Kagefusa inizia da allattare a causa della stimolazione dei capezzoli da parte di Ouka, cerca di spruzzare il suo latte su Ouka dicendole che se lo bevesse ingrandirebbe il suo seno. A questo punto, però, si scopre che l'intera sequenza era solo un incubo di Ouka. |                   |         |
| OAV 7 | La ricreazione di Kaede 2 「楓の再生時間」 - Kaede no saisei jikan 2 | 4 gennaio 2012    |         |
| OAV 7 | Pensando che Kaede sia fuori a fare la spesa al mercato, Chifusa si lava in un bagno turco e si fa un chichi-togi. Tuttavia, Kaede si apposta alla finestra e rimane a spiare Chifusa tutto il tempo. |                   |         |
| OAV 8 | Forgiare bei seni 3 「美乳鍛造」 - Binyū tanzō 3 | 4 gennaio 2012    |         |
| OAV 8 | Dopo aver recuperato il suo seno, Ouka si reca in una sorgente termale per rilassarsi e giocare con il suo seno. Tuttavia, viene sorpresa da Kagefusa e Kaede, che la ricattano per catturare Chifusa e tenerla ferma in modo che Kaede e Kagefusa possano succhiare i suoi seni nel tentativo di succhiare il suo latte che, secondo la pergamena dei Manyu, ingrandirebbe i loro seni. |                   |         |

## Accoglienza
Maria Antonietta Idotta di MangaForever ha recensito il primo volume del manga definendolo un titolo che a una prima lettura poteva far pensare alle vicende in esso descritte come un pretesto usato dall'autore per sfoggiare di continuo seni enormi, ma grazie a un'analisi più attenta dei contenuti restituiva un significato di fondo. Difatti il seno si rivelava un'arma a doppio taglio, era sia fonte di potere che di discriminazione. Secondo Idotta il fumettista Hideki Yamada aveva trovato un modo originale per condannare una società accecata dal potere e sempre pronta a ghettizzare chi ne era privo. Una denuncia che veniva ammorbidita dalle generose forme delle eroine, alcune genuine come la protagonista, altre smaliziate e crudeli. Parlando dei disegni, quest'ultimi più che essere espliciti arrivavano diretti all'occhio del lettore con primi piani mozzafiato, carichi di erotismo, destinati a coltivare le fantasie più intime. Yamada riusciva a trasmettere nel suo tratto il piacere che provava nel disegnare e quello che voleva scatenare nei suoi lettori. Idotta concluse la recensione affermando che era "una lettura eccitante".